# Luzhanqi
Tezhi Luzhanqi, afgekort Luzhanqi, is een schaakvariant voor 2 spelers uit China en heeft veel overeenkomsten met het westerse spel stratego
Luzhanqi wordt gespeeld op een speciaal speelveld dat in China vaak niet meer is dan een velletje papier. De speelstukken hebben een rangorde die bepaalt welk speelstuk verwijderd wordt zodra een speler een speelstuk van de andere speler slaat.

## Het speelveld
Het speelveld bestaat uit verschillende dingen. 
- Soldaat - De 25 plekken zijn rechthoekig en hier worden alle 25 speelstukken in opgesteld. Op deze plekken mogen de speelstukken ook worden aangevallen.
- Veilige plek - Op de 5 ronde plekken mogen tijdens de opstelling geen speelstukken staan. Tijdens het spel dienen deze plekken als veilige haven. Speelstukken die op deze plekken staan mogen niet aangevallen worden.
- Hoofdkwartier - Op de 2 gekleurde plekken moet de vlag staan. De speler mag zelf bepalen welke. Zodra de vlag is veroverd is spel afgelopen en de eigenaar van die vlag is de verliezer.
- Lijnen - Langs de lijnen moeten de speelstukken verplaatst worden. Niet meer dan één stap.
- Spoorlijn - Langs de geblokte lijnen mogen speelstukken meerdere stappen doen. Speelstukken mogen alleen verplaatst worden in een rechte lijn. (met uitzondering van de Mineur)
- Front - De 3 vierkante plekken in het midden geven de frontlijn aan. De speelstukken moeten deze plekken passeren en mogen dus niet op deze vierkanten staan.

## De speelstukken
- 1 Maarschalk 1x
- 2 Generaal 1x
- 3 Luitenant Generaal 2x
- 4 Brigadier 2x
- 5 Kolonel 2x
- 6 Majoor 2x
- 7 Kapitein 3x
- 8 Sergeant 3x
- 9 Mineur 3x

Verder
- Landmijn 3x, Deze kan zelf niet lopen en wint elke confrontatie met uitzondering van de Mineur.

Of na de confrontatie de landmijn zelf ook verwijderd wordt, is een variatie op de spelregels en wordt van tevoren afgesproken.
- Granaat 2x, Deze kan zelf wel lopen maar bij elke confrontatie wordt beide stukken verwijderd.
- Vlag 1x, Kan zelf niet lopen en blijft het gehele spel op een van de hoofdkwartieren staan.

## Spelregels
Bij de aanvang moeten de spelers hun speelstukken opstellen. Daar zijn de spelers vrij in. Er gelden maar drie kleine regels.
1. De Vlag moet in een van de twee Hoofdkwartieren.
2. De landmijnen moeten op een van de twee achterste lijnen.
3. Granaten mogen niet op de voorste lijn.

Om de beurt doet een speler een zet. Net als schaken mag een speler een speelstuk van de tegenstander slaan. Echter de rangorde bepaalt welk stuk van het bord af moet. Tot dit moment blijft de rang van het speelstuk voor de tegenstander geheim. Soms wordt er gespeeld met een scheidsrechter. Beide spelers laten de twee speelstukken zien aan de scheidsrechter en hij bepaalt welk stuk (of stukken) van het bord af moeten. Zo blijft het speelstuk voor de tegenstander altijd verborgen. Tegenwoordig kan dat ook elektronisch.
Een hoge rang verslaat een lagere rang, de mineur verslaat de landmijn en de granaat, de granaat/landmijn verslaat iedereen, en als de speelstukken hetzelfde zijn worden beide stukken verwijderd. Degene die de vlag van de tegenstander slaat, heeft gewonnen.

## Variaties
- De speler die zijn maarschalk verliest, dient zijn vlag te tonen.
- Handgranaten mogen net als de mineur, langs de spoorlijn, de bocht om.